# Hannoversche Landesblätter
Die Hannoverschen Landesblätter, mit dem Untertitel Beiträge zur Kenntniß der Verfassung, Gesetzgebung und Verwaltung des Königreichs Hannover, waren eine in Hannover erschienene Zeitung, die laut einer Übersicht Hannoversche Tageszeitungen der Gottfried Wilhelm Leibniz Bibliothek vom 2. April 1831 bis zur Ausgabe vom 18. Januar 1848 erschien.
Das zweimal wöchentlich erschienene, konservative Blatt im Verlag der Gebrüder Jänecke wurde von dem Numismatiker Hermann Grote redigiert und stand der liberalen Hannoverschen Zeitung gegenüber. Die Zeitung wetterte unter Zuhilfenahme von Übertreibungen beispielsweise gegen Juden-Emanzipation, „liberalistische Machenschaften“, die Diäten von Abgeordneten, Unfug auf den Straßen und weiteres mehr.
Das Stadtlexikon Hannover führt zu der Zeitung kein eigenes Stichwort.